# Моран-Солније AI
Моран-Солније AI (фр. Morane-Saulnier Type AI) је француски ловачки авион. Први лет авиона је извршен 1917. године. 

Највећа брзина авиона при хоризонталном лету је износила 225 km/h.
Распон крила авиона је био 8,51 метара, а дужина трупа 5,65 метара. Празан авион је имао масу од 488 килограма. Нормална полетна маса износила је око 598 килограма.

## Наоружање
| Наоружање авиона: Моран-Солније |     |
| Ватрено (стрељачко) наоружање   |     |
| Топ                             |     |
| Митраљез                        |     |
| Број и ознака митраљеза         | 1-2 |
| Калибар                         | 7,7 |
| Бомбардерско наоружање (бомбе)  |     |
| Ракетно наоружање (ракете)      |     |